# عقد 600 هـ
عقد 600 هـ هو الفترة بين عام 600 إلى 609 في التقويم الهجري، أي العشر سنوات الأولى من القرن السابع الهجري.